# Чађавица (Славонија)
Чађавица је насељено место и седиште општине у Вировитичко-подравској жупанији, Република Хрватска.

## Историја
До територијалне реорганизације у Хрватској налазила се у саставу бивше велике општине Подравска Слатина.

## Становништво
На попису становништва 2011. године, општина Чађавица је имала 2.009 становника, од чега у самој Чађавици 678.

## Попис 1991.
На попису становништва 1991. године, насељено место Чађавица је имало 921 становника, следећег националног састава:
| Попис 1991.‍  | Попис 1991.‍  | Попис 1991.‍ | Попис 1991.‍ | Попис 1991.‍ |
| ------------ | ------------ | ----------- | ----------- | ----------- |
|              |              |             |             |             |
| Хрвати       | Хрвати       |             | 826         | 89,68%      |
| Срби         | Срби         |             | 34          | 3,69%       |
| Југословени  | Југословени  |             | 21          | 2,28%       |
| Албанци      | Албанци      |             | 7           | 0,76%       |
| Словенци     | Словенци     |             | 2           | 0,21%       |
| Мађари       | Мађари       |             | 1           | 0,10%       |
| неопредељени | неопредељени |             | 11          | 1,19%       |
| регион. опр. | регион. опр. |             | 2           | 0,21%       |
| непознато    | непознато    |             | 17          | 1,84%       |
| укупно: 921  |              |             |             |             |